# Rodong-1
Il Rodong-1 è un missile balistico a medio raggio sviluppato dalla Corea del Nord. È spesso noto con la sua pronuncia sudcoreana di Nodong.
Il progetto del Rodong-1 nasce probabilmente a metà anni ottanta, dallo studio dei disegni di missili SS-1 Scud B di provenienza egiziana, oppure degli Scud-B, Scud-C/al-Husayn e Scud-D/al-Abba di provenienza irachena. Nella fase di sviluppo del Rodong-1 sono stati chiamati in causa anche gli Scud C di provenienza cinese. È un missile a singolo stadio a propellente liquido.
La retroingegneria applicata a questi ordigni portò allo sviluppo del Rodong-1, missile più grande e con maggior gittata. I satelliti statunitensi identificarono per la prima volta questo missile nel maggio 1990. Nel 1993 la Corea del Nord effettuò un lancio di prova in direzione della città giapponese isola del Honshū, il missile precipitò al largo nel Mar del Giappone.
Le precise capacità del missile restano sconosciute e permangono dubbi persino sulla sua fase di sviluppo e produzione. È comunemente considerato che il Rodong-1 sia una variante ingrandita dello Scud C, caratterizzato da una precisione piuttosto bassa. Nonostante queste caratteristiche è stato a lungo speculato che potesse essere utilizzato contro obiettivi civili, armato con testate chimiche.
Vennero sviluppate alcune variante, designate Rodong-2, Rodong B e Rodong X, ma la produzione venne bloccata tra il 1996 ed il 1997, a causa del restrittivo embargo nei confronti della Corea del Nord e per concentrare le risorse sul più perfezionato Taepodong-1.
Per lo stato nordcoreano i Rodong hanno comunque rappresentato un piccolo successo commerciale. Si ritiene che i Rodong-1 siano in possesso di Libia e Siria, mentre i missili iraniani Shahab e i pakistani Ghawri rappresentino varianti del missile nordcoreano.